# Содус (тауншип, Миннесота)
Содус (англ. Sodus) — тауншип в округе Лайон, Миннесота, США. На 2000 год его население составило 282 человека.

## География
По данным Бюро переписи населения США площадь тауншипа составляет 94,1 км², из которых 94,1 км² занимает суша, а 0,1 км² — вода (0,05 %).

## Демография
По данным переписи населения 2000 года здесь находились 282 человека, 102 домохозяйства и 83 семьи.  Плотность населения —  3,0 чел./км².  На территории тауншипа расположено 106 построек со средней плотностью 1,1 построек на один квадратный километр. Расовый состав населения: 97,16 % белых, 2,48 % — других рас США и 0,35 % приходится на две или более других рас. Испанцы или латиноамериканцы любой расы составляли 2,48 % от популяции тауншипа.
Из 102 домохозяйств в 42,2 % воспитывались дети до 18 лет, в 75,5 % проживали супружеские пары, в 2,9 % проживали незамужние женщины и в 18,6 % домохозяйств проживали несемейные люди. 18,6 % домохозяйств состояли из одного человека, при том 8,8 % из — одиноких пожилых людей старше 65 лет. Средний размер домохозяйства — 2,76, а семьи — 3,16 человека.
31,9 % населения — младше 18 лет, 3,2 % — в возрасте от 18 до 24 лет, 30,9 % — от 25 до 44, 25,2 % — от 45 до 64, и 8,9 % — старше 65 лет. Средний возраст — 38 лет. На каждые 100 женщин приходилось 85,5 мужчин.  На каждые 100 женщин старше 18 приходилось 106,5 мужчин.
Средний годовой доход домохозяйства составлял 44 063 доллара, а средний годовой доход семьи —  46 250 долларов. Средний доход мужчин —  33 214  долларов, в то время как у женщин — 18 333. Доход на душу населения составил 17 986 долларов. За чертой бедности находились 3,7 % семей и 6,1 % всего населения тауншипа, из которых 7,6 % младше 18 и 15,6 % старше 65 лет.